# 胸背神経
胸背神経（きょうはいしんけい、英語: Thoracodorsal nerve、ラテン語: Nervus thoracodorsalis）は、腕神経叢の後神経束から分岐する末梢神経である。広背筋の運動神経としての機能を有する。第6-8頚神経根からの神経線維が入るが、その主根は第7神経根である。

## 走行
腕神経叢を出たのち、下方および側方に走行し、途中から胸背動脈および静脈と伴走する格好となり広背筋へと分布する。大円筋に分布するケースが13%ほどでみられるという報告がある。

## 臨床的意義

### 再建外科
広背筋に分布する手前の5-10cmは動脈、静脈、神経が一体となった構造（神経血管茎）となっている。これを利用して、乳房への有茎広背筋皮弁による再建手術が広く行われている。胸背神経は長く採取できることから、顔面神経麻痺などに対する笑いの表情の再建のためにも使用されている。ほかに、外陰部損傷や先天奇形、性転換のための陰茎再建にも用いられている。